# When the Clouds Roll By
When the Clouds Roll By é um filme de comédia produzido nos Estados Unidos e lançado em 1919.